# Фрамгайм

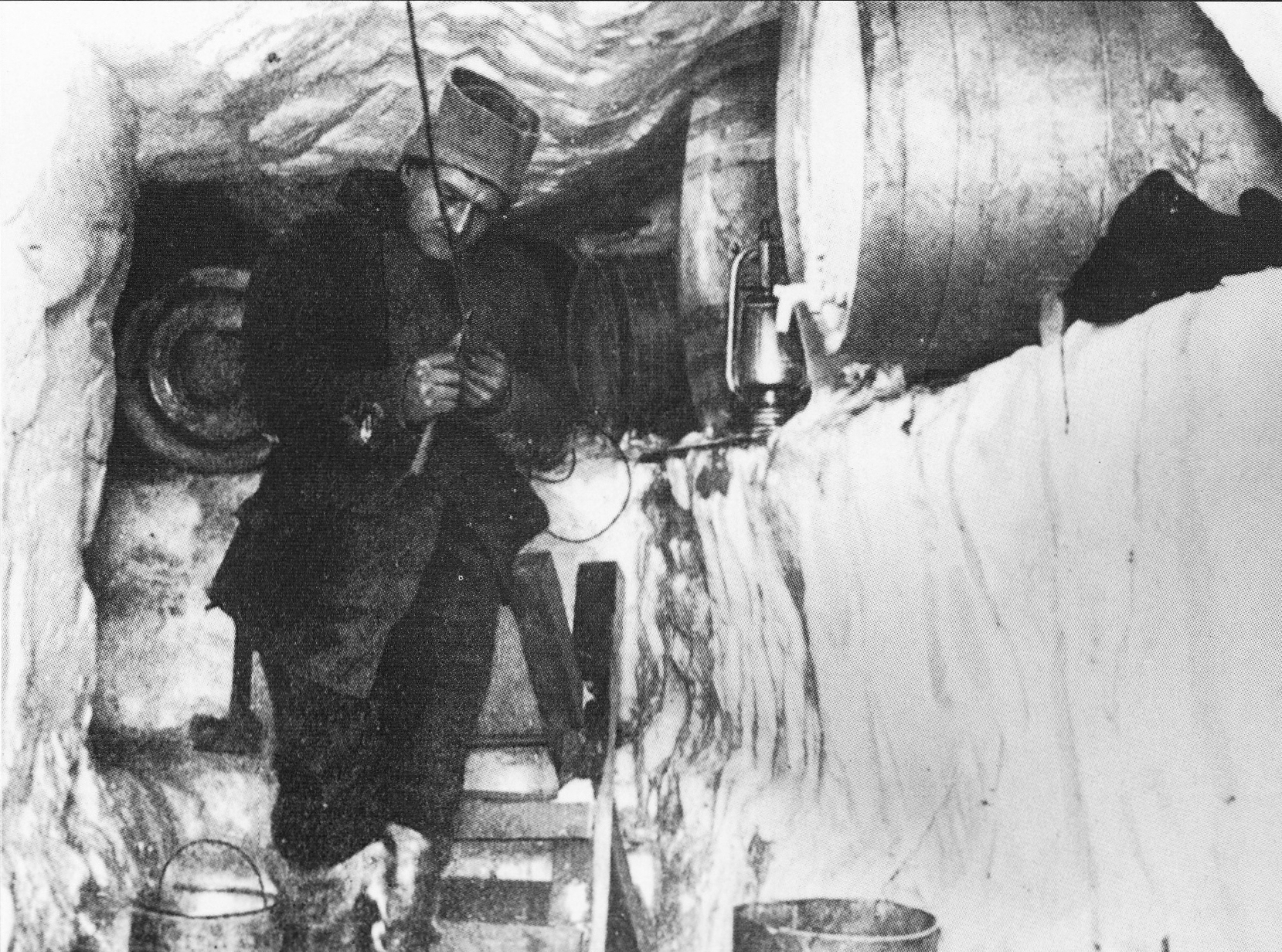
На базі Фрамгайм

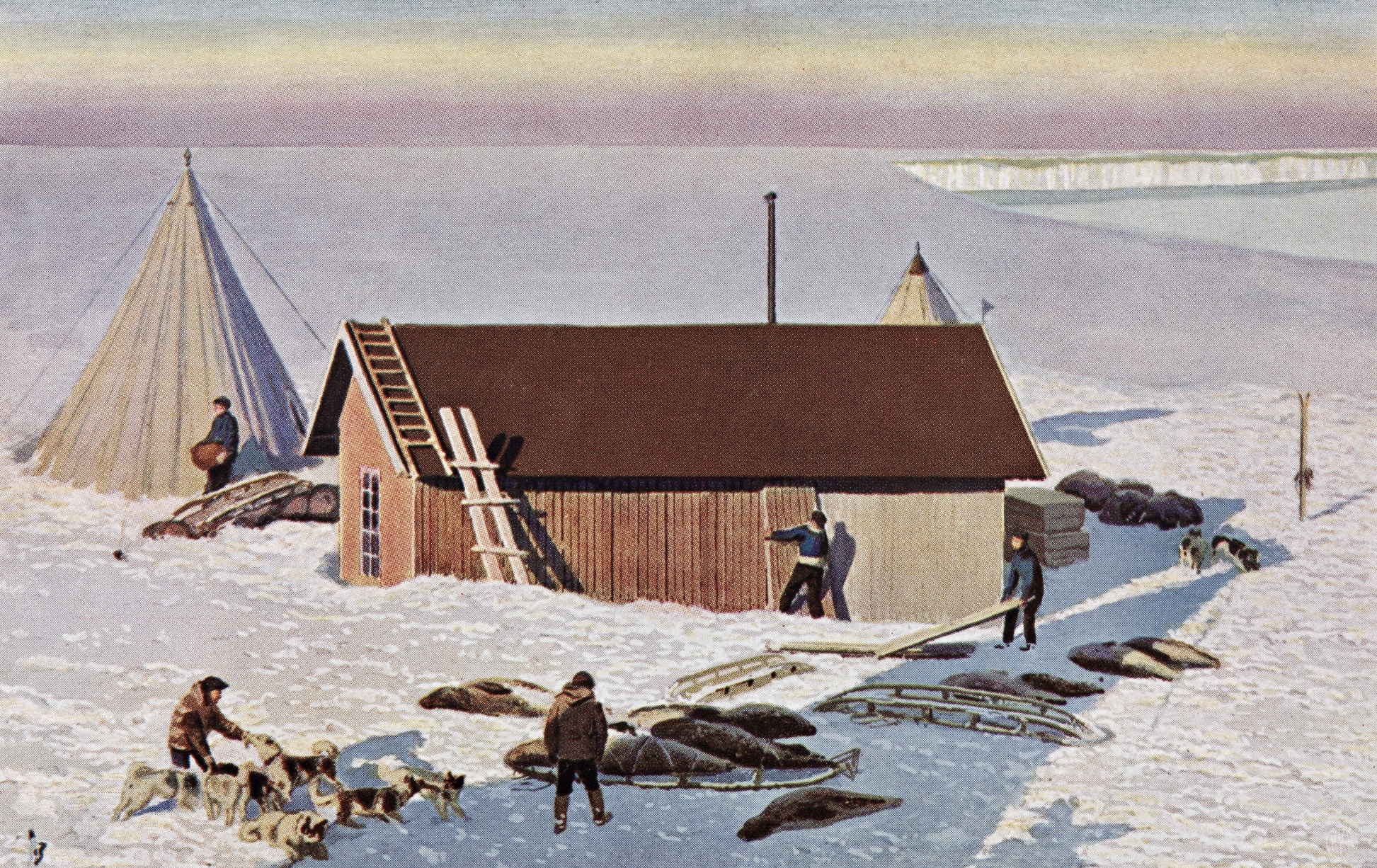
Фрамгайм

Фрамгайм (норв. Framheim) — табір полярної експедиції  Руаля Амундсена в  Антарктиді, який використовувався для зимівлі перед походом на Південний полюс. Табір отримав свою назву від назви судна «Фрам», на якому сюди прибули полярники-дослідники.

## Географія
Табір полярної експедиції розташовувався у крайній південній точці світового океану, а саме на  шельфовому льодовику Росса в  Китовій бухті за 4 кілометри від морського узбережжя.

## Будівництво
Основою табору «Фрамгайм» був дерев'яний житловий будинок, зведений у садибі Руаля Амундсена в 1910 році братами Гансом і Йоргеном Стубберудами. Будинок був розміром 8 на 4 м в довжину і ширину, висота від коника даху до підлоги — 4 м. Житловий відсік мав площу 24 кв. м. Кухня була розміром 2 на 4 метри.
Будинок розібрали для складування на "Фрамі". Зібрали знову вже на місці зимівлі Бьяланд і Стубберуд. Підлога будинку була заглиблена у лід на 120 см. Будинок був міцним: мав потрійні стіни, подвійну підлогу і стелю. Для меблювання використали десять ліжок, плиту і стіл. 10 ліжок були розміщені уздовж стін (шість з одного боку, чотири — з іншого у два яруси). Замість одного ліжка були встановлені хронометри. Стіни будинку були з  тридюймових  досок з повітряною і картонною  ізоляцією.   Двері були герметично підігнані до одвірків. У торцевих стінах було два вікна. З потрійною рамою вікно було у житловому відсіку, з подвійною рамою — на камбузі. Дах будинку покрили толем. Підлога була додатково оббита лінолеумом.
Будинок не мав фундаменту, до землі він кріпився чотирма кутовими стовпами і шістьма болтами (довжиною 1 м), які загвинчували в лід. Дах додатково кріпився  ланцюгами. Кухонне вогнище було єдиним опалювальним засобом. Для теплоізоляції було облаштоване горище, в якому зберігалися продукти і спиртне, а також бібліотека (всього 80 книг). Там же містилася фотолабораторія. Будівельника Йоргена Стубберуда за відмінну якість роботи Амундсен включив до складу експедиції. Базу для преси називали «обсерваційною будкою», тому що плани про похід на Південний полюс приховували.

## Історія

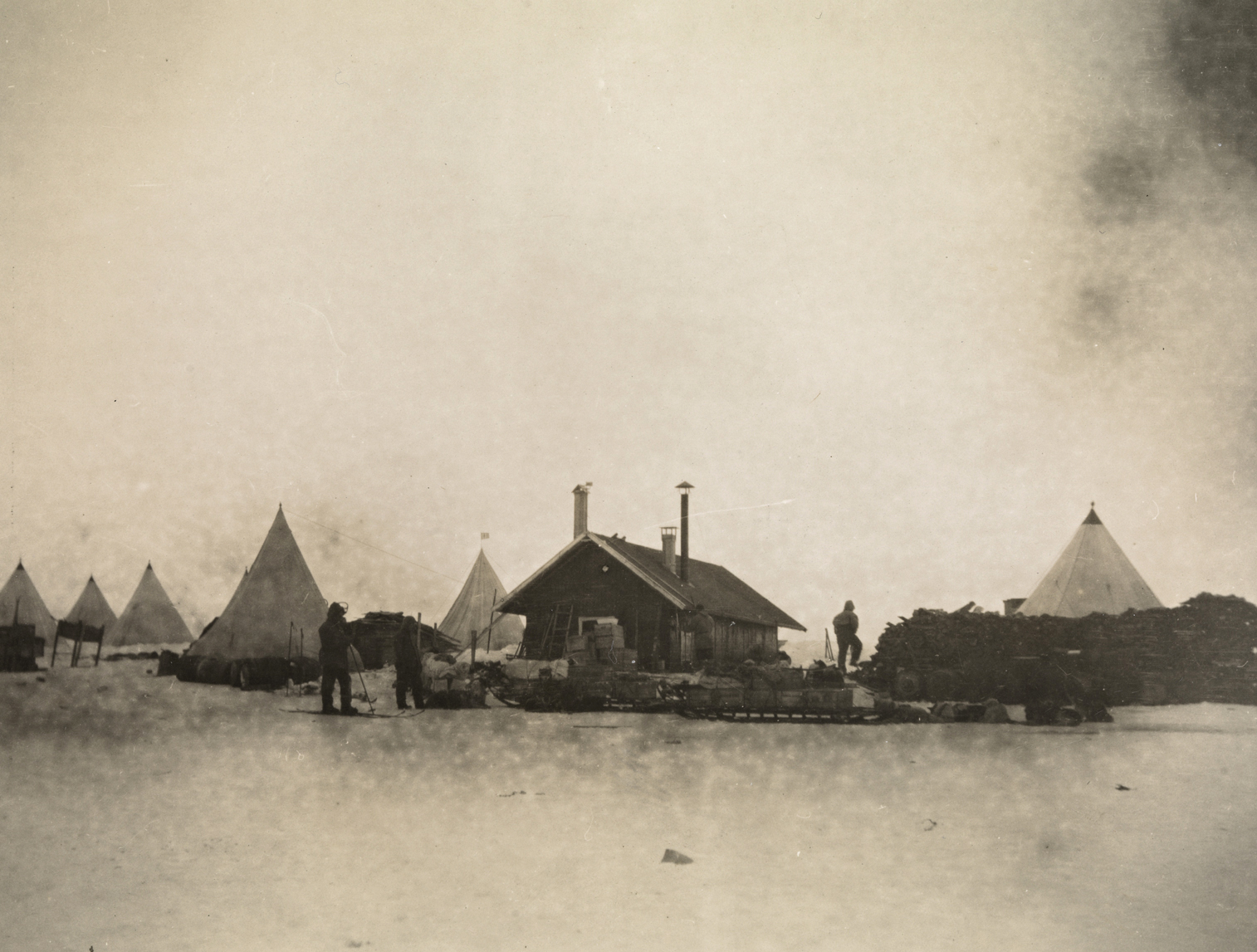
Фрамгайм,1911

У 1910 році Руаль Амундсен вирішив спрямувати експедицію на Південний полюс. 14 січня 1911 року норвежці висадились у Китовій бухті і організували там базу для Амундсена і його товаришів. Для "Фрамгайм"у був використаний житловий будинок з садиби Амундсена. Перевезення будівельних матеріалів відбувалось 14-16 січня 1911 року. Поки Фрам розвантажували, тесля Йорген Стубберуд будував Фрамгайм: будинок для дев'яти чоловіків і 116 собак був готовий через два тижні. Членами експедиції були (Амундсен,  Гансен, Олаф Бьоланд,  Вістінг,  Гассель,  Йогансен, Адольф Хенрік Ліндстрем, Крістіан Преструд і Йорген Стубберуд. У полярників були фотоапарат і кіноапарат. До послуг також була фотолабораторія.  
Вентиляція відбувалася через дві шахти і витяжну трубу камбуза. 24 червня 1911 року, коли топили вугіллям, температура в будинку підвищувалася до +35°C.
28 січня на базу перевезли понад 900 ящиків з продуктами. «Фрамгайм» функціонував з 21 січня 1911 року по 30 січня 1912 року.
Крім будинку було п'ятнадцять шістнадцятимісних армійських наметів з брезентовою підлогою, в яких  розміщували собак, зберігали горючі матеріали і свіже м'ясо. Команда заготувала за кілька місяців понад 60 тонн тюленини для людей і собак. У березні 1911 р, коли будинок був занесений снігом, були викопані тунелі для добування свіжого питного льоду, облаштовані майстерні, лазня і санвузол. За допомогою примуса в приміщеннях підтримувалася плюсова температура, збиралася тала вода, яку використовували на господарські потреби. Амундсен прагнув, щоб кожен міг кілька годин на день усамітнюватися.
«Фрам» пішов з  Китової бухти 15 лютого 1911 року. З лютого по квітень, Амундсен і його команда здійснили три походи на південь до 84 пд. ш. Вони перевезли туди 1200 кг провіанту і розмітили трасу. Амундсен дбав про заняття і моральний клімат для полярників. Зимівники мали грамофон і набір платівок класичного репертуару. Для розваги також служили карти і дартс. На відміну від Нансена, який вважав алкогольні напої злом у полярних експедиціях, Амундсен на зимівлі, як і під час плавання «Фрама», розпоряджався, щоб команда отримувала горілчаний пайок у середу, неділю і у свята. Під час санних походів спиртне не дозволяли.
У листопаді-грудні 1911 року Крістіан Преструд, Йорген Стюбберуд і Ялмар Йогансен зробили короткий санний похід до  Землі короля Едуарда VII, намагаючись відшукати Південний полюс. Це їм не вдалося. Охоронцем табору "Фрамгайм" у  цей період був кок експедиції — Адольф Хенрік Ліндстрем.
«Фрам» вдруге прибув у Китову бухту 9 січня 1912 року. 30 січня 1912 року о 20:30 за місцевим часом  табір був залишений назавжди. 

## Подальша доля
Недовикористаним залишився запас провіанту, гасу і вугілля мінімум на півтора року вперед. Амундсен сподівався, що ці запаси стануть в пригоді майбутнім експедиціям.
Табір відвідували представники інших двох експедицій: 4 лютого 1911 року — лейтенант Віктор Кемпбелл, Гаррі Пеннелл і Мюррей Левік з судна «Terra Nova» експедиції  Скотта — провели кілька днів в Фрамгаймі. І 16 січня 1912  року лейтенант Нобу Сірасе (白 瀬 矗,  Shirase Nobu , 1861—1946) — керівник  японської експедиції на «Кайнан-Мару». Після 1912 року відсутні дані про користування базою.
З 1928 року «Фрамхайм» не існує: від шельфового льодовика відколовся айсберг, який забрав залишки станції в океан.